# Le Dernier Juré
Le Dernier Juré est un roman de 2004 écrit par John Grisham qui a été publié pour la première fois par Doubleday le 3 février 2004 .

## Introduction
L'intrigue se déroule dans la ville fictive de Clanton, Mississippi, entre 1970 et 1979. C'est le même lieu que John Grisham avait choisi pour son premier roman Non coupable publié en 1989 (US). Quelques personnages apparaissent dans les deux romans avec des caractéristiques et fonctions identiques et ce malgré le fait que quinze années séparent les deux livres.  Les personnages de Lucien Wilbanks et Harry Rex Vonner par exemple ont ainsi eu le temps de mûrir dans l'esprit de l'auteur.
Le roman est divisé en trois parties : la première est consacrée au procès de Danny Padgitt, la seconde aborde la vie de Willie à Clanton et la dernière rassemble les événements importants tel que le meurtre des jurés.

## Intrigue
En 1970, un jeune étudiant de 23 ans nommé Willie Traynor, que ses études de journalisme ne passionnent guère, prend enfin conscience que son rêve de devenir un journaliste renommé récompensé par le prix Pulitzer ne se réalisera jamais. Il déménage à Clanton, Mississippi, pour un stage au sein du journal local, the Ford County Times. Le journal se dirige vers la faillite en raison des années de négligence et de mauvaise gestion de Wilson Caudle, le rédacteur vieillissant qui mène le journal. Willie décide de le racheter pour la somme de 50 000 $, qu'il emprunte à sa grand-mère fortunée. Il devient alors le nouveau rédacteur et propriétaire du Times.
Peu de temps après, Danny Padgitt, un membre d'une famille locale importante, viole et tue brutalement une jeune veuve, Rhoda Kassellaw. Lorsque Willie publie à la une une photo de Danny Padgitt éclaboussé de sang en route vers la prison, les ventes du journal augmentent. Il est néanmoins taxé de « journalisme jaune » et accusé de porter préjudice à M. Padgitt. Par la suite, Willie réalise un reportage au côté humain sur Callie Ruffin, une habitante noire de la région et sur ses sept enfants, ayant tous obtenu un doctorat et enseignant dans diverses universités. En travaillant sur le sujet, Willie se lie d'amitié avec Callie et sa famille.
Callie est sélectionnée pour faire partie du jury au procès de Danny Padgitt, devenant ainsi la première femme de couleur retenue pour une telle mission dans le comté. Peu enthousiaste à l'idée de condamner un homme à mort Callie, qui avait été membre du Mouvement pour la défense des Droits Civiques, ne se dérobe néanmoins pas et assure son devoir. Au tribunal, Danny Padgitt menace ouvertement d'assassiner chaque juré s'il est reconnu coupable. Le jury le reconnait coupable malgré tout, mais resté divisé quant à savoir s'il doit ou non le condamner à la peine de mort. Danny Padgitt est finalement condamné à une peine de prison à vie au pénitencier de l'État de Mississippi. De persistantes rumeurs affirment que Hank Hooten, le procureur adjoint chargé de cette affaire, aurait été l'amant de la victime ce qui, si cela s'avérait exact, représenterait un conflit d'intérêts certain.
Dans les années suivantes, alors que le Times connaît un grand succès et que les tirages augmentent de façon constante, Willie garde un œil sur Danny Padgitt. Il fait campagne pour dénoncer les conditions de détention privilégiées que la famille Padgitt lui a assuré en prison. Danny Padgitt obtient une libération conditionnelle après neuf ans de détention. Immédiatement après son retour à Clanton, deux des jurés sont assassinés par un tireur embusqué, ce qui provoque un vent de panique au sein du Comté. Les enfants et voisins de Callie s'organisent pour assurer sa protection, de jour comme de nuit. La famille Padgitt fournit un alibi à Danny pour l'heure de chaque meurtre. La police est très sceptique quant à la véracité de leurs dires  mais sans preuve tangible du contraire, les autorités hésitent à faire quoi que ce soit.
Callie révèle que les deux victimes avaient voté contre la condamnation à mort. Un troisième juré, qui s'y était opposé également, échappe de justesse à l'explosion d'un colis piégé envoyé par la Poste. La nouvelle provoque un tel tollé que les autorités sont obligées d'agir et d'émettre un mandat d'arrêt contre Danny Padgitt. Contre toute attente, il se rend à la police. Pendant l'audience pour sa mise en liberté sous caution, Danny est abattu par Hooten, caché dans le plafond. Celui-ci se barricade dans le tribunal et, après une courte pause, se suicide. On apprend alors que Danny Padgitt (bien que coupable du meurtre initial) est innocent des trois autres meurtres. Willie Traynor découvre que Hank Hooten et Rhoda Kassellaw ont effectivement eu une liaison et que Hank a voulu se venger de Danny Padgitt et des trois jurés qui avaient voté contre la peine de mort.
Une grande chaîne de journaux, diffusant dans le Sud, s'intéresse au Times et le rachète pour un montant de 1,5 million de $. Le sentiment de satisfaction de Willie est cependant gâché par la mort de Callie, qui succombe à un infarctus. Le roman se termine sur l'image de Willie écrivant son avis de décès.

## Personnages
- Joyner William "Willie" Traynor - le narrateur, protagoniste, rédacteur du journal local, The Times
- Calia "Miss Callie" Harris Ruffin - une femme noire mère de huit enfants dont sept ont obtenu un doctorat. Elle est sélectionnée pour faire partie du jury au procès de Padgitt. Willie et elle deviennent de très proches amis
- Baggy Suggs - un reporter alcoolique du Times
- Wiley Meek - un photographe du Times
- Danny Padgitt - un membre de la célèbre famille Padgitt. Il viole et tue Rhoda Kasselaw mais est libéré sous caution après seulement 9 ans de prison
- Lucien Wilbanks - l'avocat de la défense de Danny Padgitt
- Harry Rex Vonner - un avocat ami de Willie qui le conseille pour plusieurs questions morales tout au long du roman
- Sam Ruffin - le huitième enfant de Calia Ruffin. Il a eu une aventure avec une femme blanche mariée et a peur de retourner à Clanton
- Rhoda Kassellaw - la victime de Danny Padgitt
- Judge Loopus - le juge au procès Padgitt
- Ernie Gaddis - avocat du Ministère public au procès Padgitt
- Hank Hooten - un autre avocat présent au procès. Des rumeurs circulent et affirment qu'il entretenait une liaison avec Rhoda Kassellaw avant sa mort. Fou de chagrin, il assassine deux jurés ainsi que Danny Padgitt